# Express-AM22
Express-AM22 – rosyjski satelita telekomunikacyjny wyniesiony na orbitę 28 grudnia 2003; od 16 marca 2004 nosi nazwę SESat 2 (Siberia-Europe Satellite).
Przewidywany czas pracy satelity to 12 lat.
Znajduje się na orbicie geostacjonarnej, (nad równikiem), na długości geograficznej 52,99°E (z dryfem 0,005°W/dobę). Satelita Express-AM22, poprzez 24 transpondery pasma Ku, nadaje sygnał stacji telewizyjnych i radiowych oraz dane (oferując usługi dostępu do Internetu) do odbiorców w Europie Południowej, Afryce Północnej oraz Azji Zachodniej (Bliski Wschód).
Można z niego odbierać programy m.in. w językach rosyjskim, polskim, arabskim i pasztuńskim.

## Warunki odbioru w Polsce
Do odbioru sygnału z satelity Express-AM22 w Polsce wymagana jest czasza anteny o średnicy co najmniej 1 metra.
Antena powinna być skierowana na południowy wschód.